# Operace Makabi

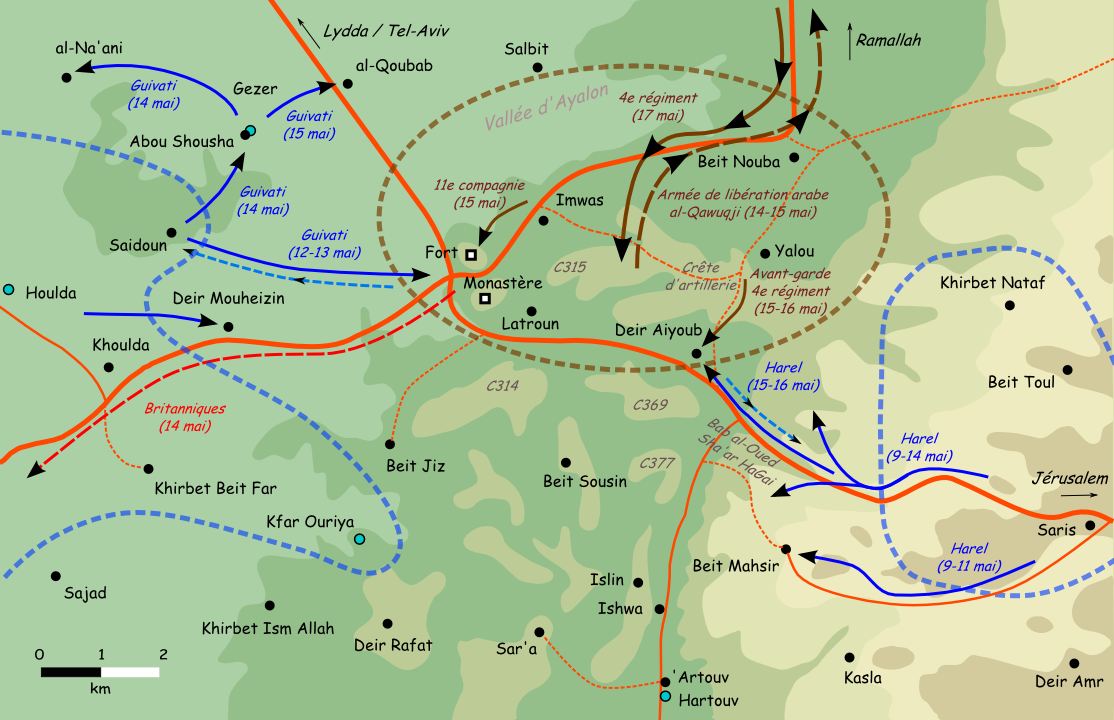
Situace v oblasti Latrunu (15. květen 1948)

Operace Makabi (hebrejsky:  מבצע מכבי, Mivca Makabi) byla vojenská akce provedená v květnu 1948, v době krátce před koncem britského mandátu nad Palestinou a vznikem státu Izrael, židovskými jednotkami Hagana, jejímž cílem bylo opětovně ovládnutí přístupového koridoru z pobřežní planiny do Jeruzaléma. Byla součástí série bitev o Latrun.

## Dobové souvislosti
V listopadu 1947 přijala OSN plán na rozdělení Palestiny. Podle tohoto plánu měl být britský mandát nad Palestinou nahrazen dvěma samostatnými státy: židovským a arabským. V důsledku emocí předcházejících konci britského mandátu se v letech 1947-1948 rozpoutala občanská válka v Palestině mezi Židy a Araby, která se v měsících a týdnech před koncem mandátu zostřovala a kromě izolovaného násilí a teroristických útoků nabývala ráz konvenčního konfliktu. Součástí této občanské války bylo i obléhání Jeruzaléma, jehož židovská populace byla stále více odříznuta od zásobování z pobřežní nížiny kvůli arabským útokům ve vesnicích v Judských horách, zejména ve strategické soutěsce Ša'ar ha-Gaj (Báb al-Vád). Touto soutěskou také vedl vodovod do Jeruzaléma. Situaci obležených Židů dočasně zlepšila Operace Nachšon, která na několik dnů otevřela cestu zásobovacím koridorům. Od 20. dubna 1948 bylo ovšem město opět obleženo a soutěska Ša'ar ha-Gaj pro Židy neprůjezdná.

## Průběh operace
Na operaci se měla podílet Brigáda Giv'ati, která měla jako hlavní úkol bojovat okolo města Jaffa v pobřežní nížině a čelit očekávané invazi z Egypta. Měla pro tuto operaci vyčlenit jeden prapor, který by ovládl cestu mezi vesnicí Chulda a výšinou Latrun, zorganizoval konvoj na pomoc Jeruzalému a dovedl ho na okraj Ša'ar ha-Gaj. Z opačného směru, od Jeruzaléma, měla vyrazit Brigáda Harel, ovládnout prostor od Abu Goš k soutěsce a výšiny nad ní. Mělo dojít k ovládnutí arabské vesnice Dejr Adžub. Pak měla být cesta do Jeruzaléma otevřena.
Akce začala 8. května. Brigáda Giv'ati úspěšně splnila svůj úkol a Brigáda Harel dokázala ovládnout hřbet severně od soutěsky. Nedokázala ale kvůli špatnému načasování dobýt nedalekou arabskou vesnici Bajt Machsir jižně od soutěsky. Operace proto musela být o 24 hodin odložena. Arabové využili stažení Brigády Harel z výšin a obsadili tyto pozice, čímž zmizel původní prvek překvapení. Židům se pak nepodařilo ani napodruhé vesnici kontrolující soutěsku dobýt. Uspěli až napotřetí, ale ztráty Brigády Harel byly natolik vysoké, že nemohlo dojít k dalšímu kroku, dobytí Dejr Adžub, který ležel na severozápadním okraji soutěsky. Arabové přešli do protiútoku. Brigáda Giv'ati se pokusila narychlo prolomit blokádu Jeruzaléma a protlačit skrz Ša'ar ha-Gaj konvoj. Ten byl ale napaden arabskými silami kontrolujícími Latrun a musel se vrátit do pobřežní nížiny. Arabové se navíc utkali v blízkém a nepřehledném boji na výšinách severně od soutěsky, dodnes je tento horský hřbet Šluchat Mišlatim zaplněn pomníky těchto bitev a jsou zde dochovány jednotlivé bojové pozice. Židé se na svých pozicích udrželi. Kvůli zmatkům v koordinaci mezi Arabskou legií a dobrovolnickou armádou Fauzí al-Kaukdžího se dokonce 16. května celá trasa od Latrunu až k Jeruzalému dočasně uvolnila. Židovské velení ovšem na tuto dočasnou výhodu nebylo schopné zareagovat a v následujících dnech Arabská legie Latrun obsadila a udržela se tu i v následujících bitvách. Latrun zůstal v arabském držení až do roku 1967.